# Eleições legislativas na Áustria em 1953
As eleições legislativas austríacas de 1953 foram realizadas a 22 de Fevereiro. Os resultados deram a vitória, em voto popular, ao Partido Socialista da Áustria, mas, apesar disso, o Partido Popular Austríaco continuou a ser o partido com mais deputados no Parlamento. O governo de coligação entre populares e socialistas continuou, como já ocorria desde 1945, mas, desta vez, liderado por um novo chanceler, Julius Raab 

## Resultados Oficiais
| Partido                 | Partido                             | Votos     | %               | +/-  | Deputados | +/- |
| ----------------------- | ----------------------------------- | --------- | --------------- | ---- | --------- | --- |
|                         | Partido Socialista da Áustria       | 1 818 517 | 42,11 / 100,00  | 3,40 | 73 / 165  | 6   |
|                         | Partido Popular Austríaco           | 1 781 777 | 41,26 / 100,00  | 2,77 | 74 / 165  | 3   |
|                         | Partido Eleitoral dos Independentes | 472 866   | 10,95 / 100,00  | 0,72 | 14 / 165  | 2   |
|                         | Partido Comunista da Áustria        | 228 159   | 5,28 / 100,00   | 0,20 | 4 / 165   | 1   |
|                         | Outros                              | 17 369    | 0,40 / 100,00   |      | 0 / 165   |     |
| Votos inválidos         | Votos inválidos                     | 76 831    | 1,75 / 100,00   | 0,41 |           |     |
| Total                   | Total                               | 4 395 519 | 100,00 / 100,00 |      | 165 / 165 |     |
| Eleitorado/Participação | Eleitorado/Participação             | 4 586 870 | 95,83 / 100,00  | 0,95 |           |     |
| Fonte                   |                                     |           |                 |      |           |     |